# Aurélien Fernandez
 (avril 2022).
Pour les articles homonymes, voir Fernandez.
Aurélien Fernandez est un auteur de bande dessinée et illustrateur de livres jeunesse.

## Biographie
Aurélien Fernandez fait ses années de lycée au Lycée pilote innovant international de 2006 à 2009. Il étudie ensuite à l'école Rubika de 2009 à 2014. Pendant ses études, il lance en 2010 le blog de bande dessinée et d'illustration La bête est méchante, et participe à la réalisation du court métrage Les Robots géants venus de l'espace.
Dès 2014, il travaille en tant que graphiste et animateur dans plusieurs studio parisiens comme Cube Creative et Studio Brunch. Son blog lui vaut d'être premier dauphin de Karensac lors des Révélations blog BD du Festival d'Angoulême 2015. De 2015 à 2017, il participe à plusieurs livres en tant qu'illustrateur aux éditions Quelle Histoire, et travaille pour la presse (Quelle Histoire Mag, National Geographic Kids, etc.).
Actif sur les réseaux sociaux Twitter (à partir de 2009) et Instagram (2014), il s'engage sur celui-ci auprès du Solidays pour lequel il réalise une série de strips de bande dessinée en 2019. On le retrouve dans le hashtag Coronamaison, popularisé par Pénélope Bagieu, lors du premier confinement en mars 2020.
En 2019, les Éditions Lapin publient son premier ouvrage comme auteur complet, Bougre de bonhomme a une maison sur la tête, un livre jeunesse qui évoque les troubles mentaux. Puis en 2020, il dessine la bande dessinée Les Bons Gros Bâtards de la littérature, scénarisée par Popésie, toujours aux éditions Lapin. En 2021, il organise sa première campagne de financement participatif afin de publier aux éditions Exemplaire Les Vacances de Fantôme faché, son premier ouvrage tiré de la série Fantôme fâché qu'il publie depuis 2019 sur Instagram,.

## Publications

### Bande dessinée
- Train-train fantôme, Éditions Polystyrène, 2019 (ISBN 979-1090180215).
- Bougre de Bonhomme a une maison sur la tête, 2019 (ISBN 978-2-37754-048-8, OCLC 1133252427).
- Les Bons Gros Bâtards de la littérature  (dessin), avec PoPésie (scénario), Éditions Lapin, 26 juin 2020, 128 p. (ISBN 9782377540914)[11],[12].
- Les Vacances de Fantôme Fâché, Exemplaire, 31 juillet 2021, 112 p. (ISBN 978-2-492926-01-3).

### Livre jeunesse
- La Bande à Blou ! (scénario avec Nicolas Ferreira et Emmanuelle Brengard), avec Anaïs Chevret (dessin), Unique héritage Éditions :

1. Le Plus Fort, 2020.
2. L'Exposé, 2020.
3. Les Lunettes, 2020.
4. C'est la rentrée, 2020.
5. Le Doudou perdu, 2020.
6. La Nouvelle, 2020.
7. Les Poux, 2020 (ISBN 978-2-37758-098-9).
8. Le Futur Petit Frère, 2020  (ISBN 978-2-37758-099-6).
9. Le Cadeau de noël, 2020.
10. Trop chouette le tricycle !, 2021.
11. J'ai peur du noir, 2021  (ISBN 978-2-37758-107-8).
12. C'est facile la peinture, 2021.
13. Je ne veux pas faire la sieste, 2021.
14. Des mains toutes propres, 2021  (ISBN 978-2-37758-121-4).

## Filmographie

### Comme réalisateur
- 2014 : Giant Robots from outer space[13] (court métrage)

### Comme animateur
- 2015 : The Great Machine[14]
- 2020-2021 : Un bon moment[15]

## Distinctions
- 2015 : premier dauphin du prix Révélation Blog au festival d'Angoulême[5],[16]